# Douadic
Douadic est une commune française située dans le département de l'Indre, en région Centre-Val de Loire.

## Géographie

### Localisation
La commune est située dans l'ouest du département, dans la région naturelle de la Brenne, au sein du parc naturel régional de la Brenne.
Les communes limitrophes sont : Lingé (6 km), Pouligny-Saint-Pierre (6 km), Lureuil (7 km), Rosnay (8 km) et Le Blanc (9 km).
Les communes chefs-lieux et préfectorales sont : Le Blanc (9 km), Châteauroux (46 km), La Châtre (68 km), et Issoudun (72 km).

### Hameaux et lieux-dits
Les hameaux et lieux-dits de la commune sont : Dintes, la Coudraie, le Fresne, la Jarrige, Saint Marc, Vaugirard et la Varenne.

### Géologie et hydrographie
Douadic dispose d'une cavité souterraine naturelle nommé « Gouffre de Merlangeon ».
La commune est classée en zone de sismicité 2, correspondant à une sismicité faible.

### Climat
Pour des articles plus généraux, voir Climat du Centre-Val de Loire et Climat de l'Indre.
En 2010, le climat de la commune est de type climat océanique altéré, selon une étude du CNRS s'appuyant sur une série de données couvrant la période 1971-2000. En 2020, Météo-France publie une typologie des climats de la France métropolitaine dans laquelle la commune est toujours exposée à un climat océanique altéré et est dans la région climatique Centre et contreforts nord du Massif Central, caractérisée par un air sec en été et un bon ensoleillement.
Pour la période 1971-2000, la température annuelle moyenne est de 11,8 °C, avec une amplitude thermique annuelle de 14,8 °C. Le cumul annuel moyen de précipitations est de 749 mm, avec 11,4 jours de précipitations en janvier et 6,8 jours en juillet. Pour la période 1991-2020, la température moyenne annuelle observée sur la station météorologique de Météo-France la plus proche, sur la commune de Rosnay à 8 km à vol d'oiseau, est de 12,5 °C et le cumul annuel moyen de précipitations est de 720,9 mm,. Pour l'avenir, les paramètres climatiques de la commune estimés pour 2050 selon différents scénarios d'émission de gaz à effet de serre sont consultables sur un site dédié publié par Météo-France en novembre 2022.

### Voies de communication et transports
Le territoire communal est desservi par les routes départementales : 17, 17A, 20, 20A, 27, 43, 60, 61 et 61A.
La ligne de Salbris au Blanc passait par le territoire communal, une gare desservait la commune. La gare ferroviaire la plus proche est la gare d'Argenton-sur-Creuse, à 37 km.
Douadic est desservie par la ligne R du Réseau de mobilité interurbaine.
L'aéroport le plus proche est l'aéroport de Châteauroux-Centre, à 58 km.

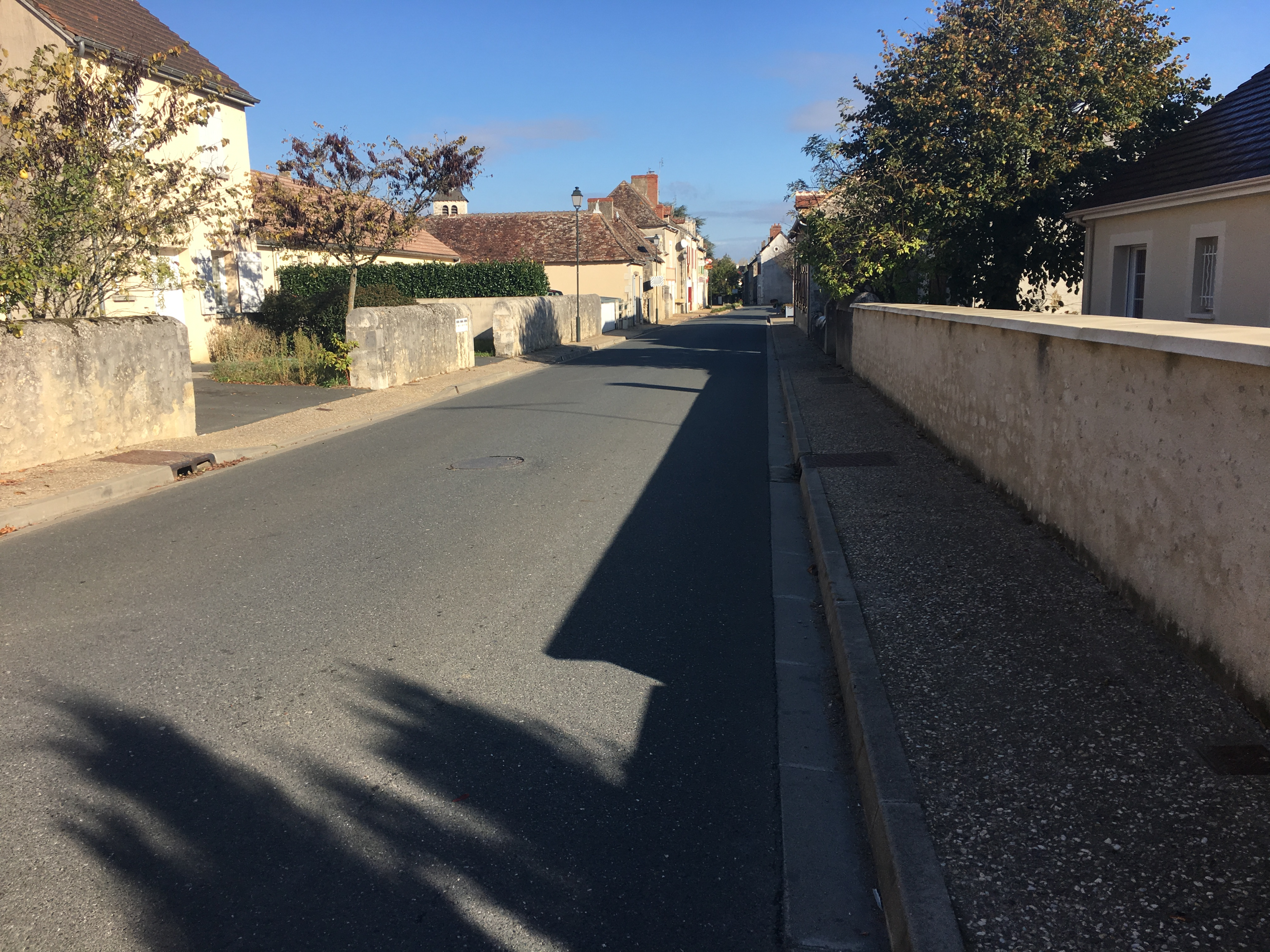
La rue Principale (vue vers Saint-Michel-en-Brenne) en 2017.
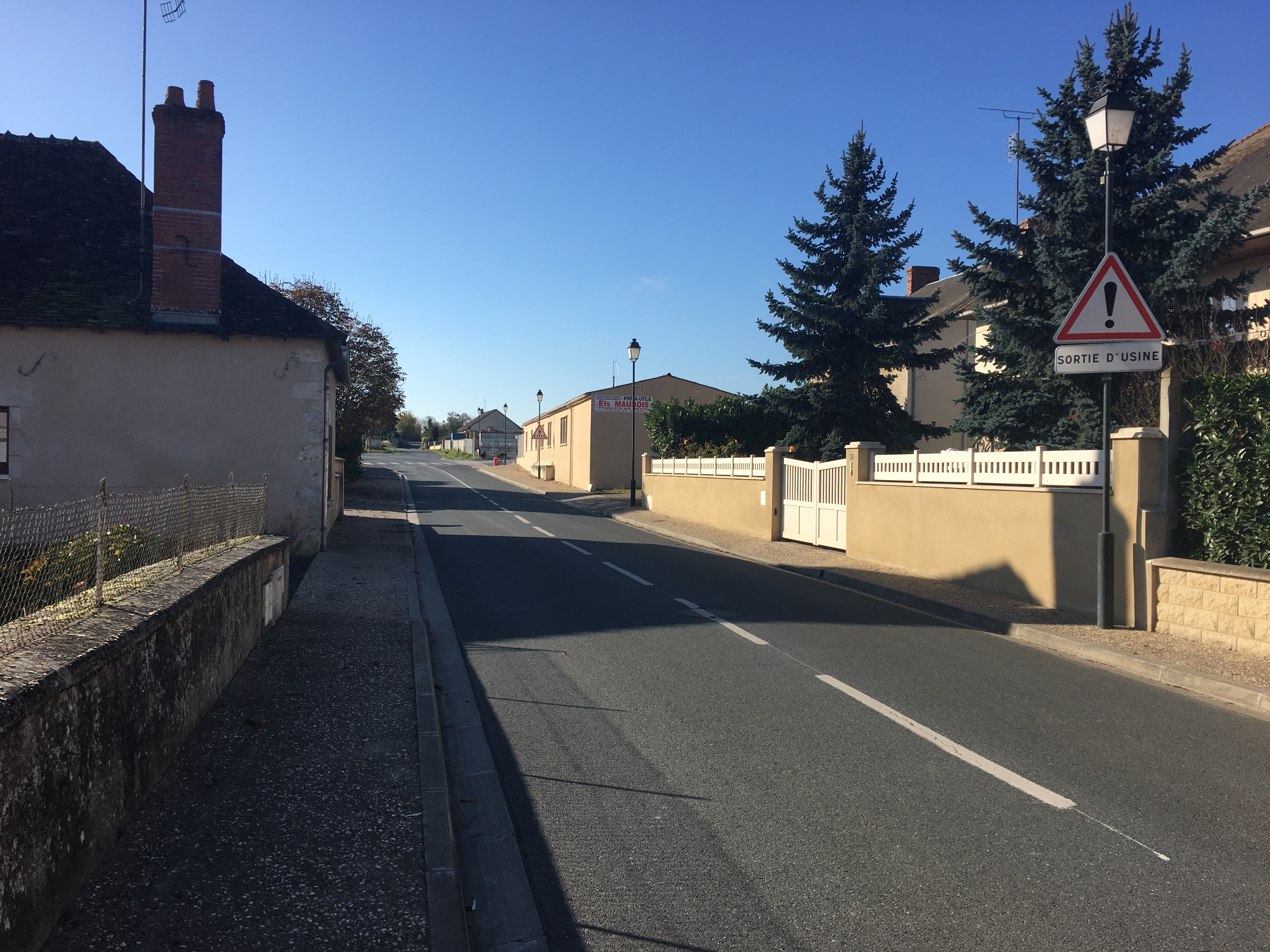
La rue Principale (vue vers Le Blanc) en 2017.

## Urbanisme

### Typologie
Au 1er janvier 2024, Douadic est catégorisée commune rurale à habitat dispersé, selon la nouvelle grille communale de densité à sept niveaux définie par l'Insee en 2022.
Elle est située hors unité urbaine. Par ailleurs la commune fait partie de l'aire d'attraction du Blanc, dont elle est une commune de la couronne,. Cette aire, qui regroupe 23 communes, est catégorisée dans les aires de moins de 50 000 habitants,.

### Occupation des sols
L'occupation des sols de la commune, telle qu'elle ressort de la base de données européenne d’occupation biophysique des sols Corine Land Cover (CLC), est marquée par l'importance des territoires agricoles (81,3 % en 2018), en diminution par rapport à 1990 (82,9 %). La répartition détaillée en 2018 est la suivante : 
prairies (33,9 %), terres arables (29,2 %), zones agricoles hétérogènes (18,1 %), forêts (13,1 %), eaux continentales (3,6 %), milieux à végétation arbustive et/ou herbacée (1 %), zones humides intérieures (1 %). L'évolution de l’occupation des sols de la commune et de ses infrastructures peut être observée sur les différentes représentations cartographiques du territoire : la carte de Cassini (XVIIIe siècle), la carte d'état-major (1820-1866) et les cartes ou photos aériennes de l'IGN pour la période actuelle (1950 à aujourd'hui).

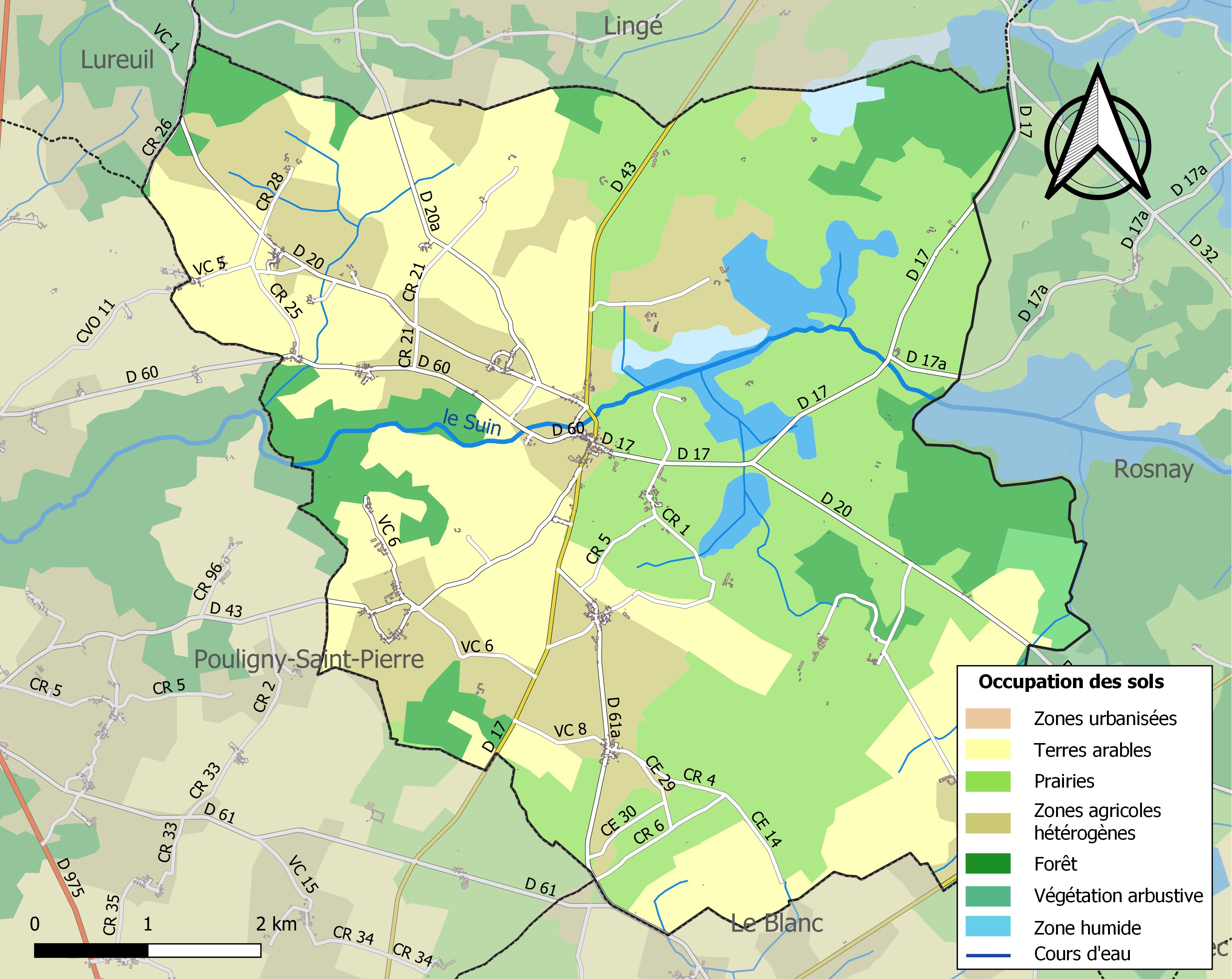
Carte des infrastructures et de l'occupation des sols de la commune en 2018 (CLC).

### Logement
Le tableau ci-dessous présente le détail du secteur des logements de la commune :
| Date du relevé                                              | 2013   | 2015   |
| Nombre total de logements                                   | 346    | 347    |
| Résidences principales                                      | 62,6 % | 62 %   |
| Résidences secondaires                                      | 24,3 % | 17,4 % |
| Logements vacants                                           | 13,2 % | 20,6 % |
| Part des ménages propriétaires de leur résidence principale | 77,7 % | 74,9 % |

### Risques majeurs
Le territoire de la commune de Douadic est vulnérable à différents aléas naturels : météorologiques (tempête, orage, neige, grand froid, canicule ou sécheresse), feux de forêts, mouvements de terrains et séisme (sismicité faible). Un site publié par le BRGM permet d'évaluer simplement et rapidement les risques d'un bien localisé soit par son adresse soit par le numéro de sa parcelle.
Pour anticiper une remontée des risques de feux de forêt et de végétation vers le nord de la France en lien avec le dérèglement climatique, les services de l’État en région Centre-Val de Loire (DREAL, DRAAF, DDT) avec les SDIS ont réalisé en 2021 un atlas régional du risque de feux de forêt, permettant d’améliorer la connaissance sur les massifs les plus exposés. La commune, étant pour partie dans le massif de Brenne, est classée au niveau de risque 1, sur une échelle qui en comporte quatre (1 étant le niveau maximal).

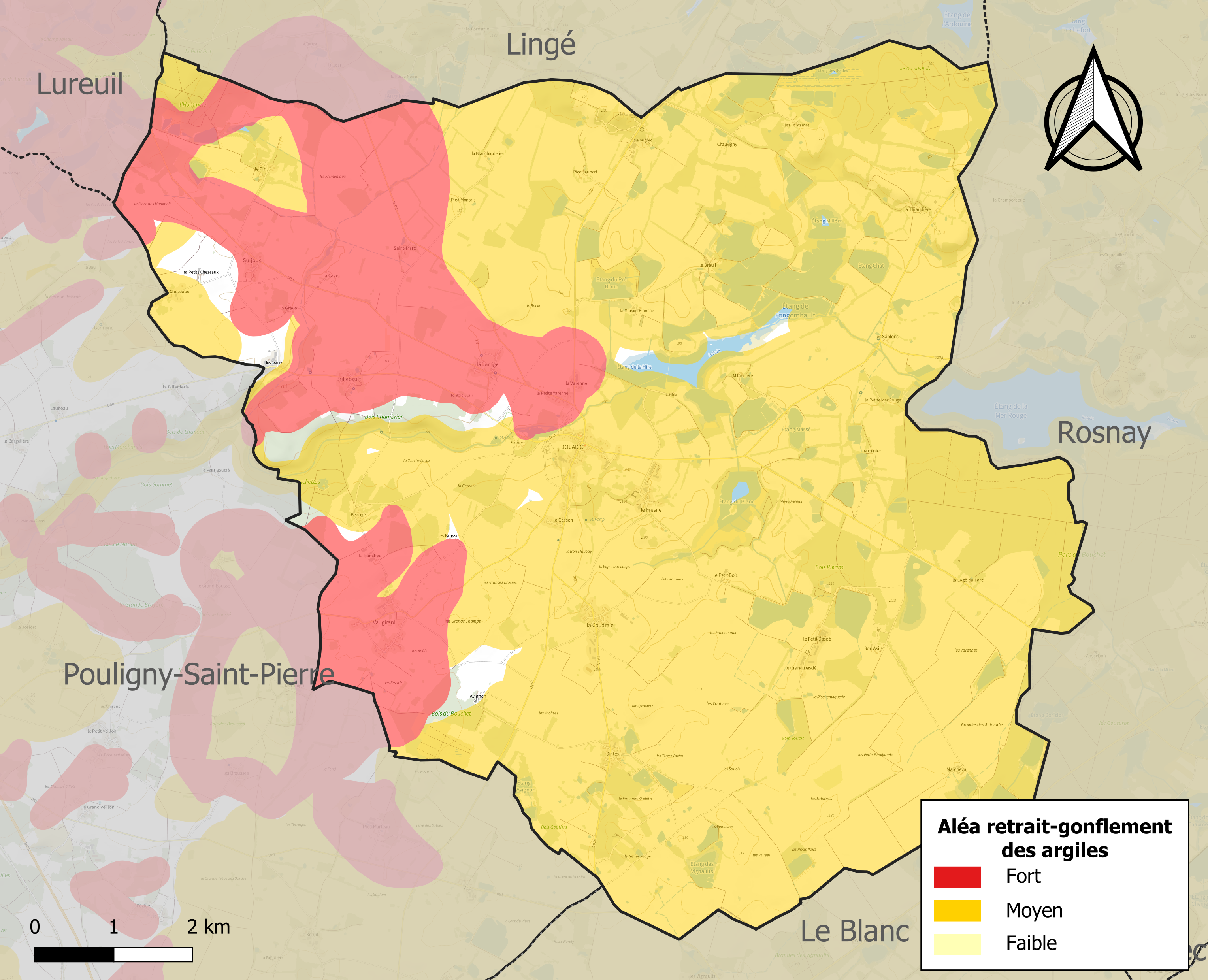
Carte des zones d'aléa retrait-gonflement des sols argileux de Douadic.

Les mouvements de terrains susceptibles de se produire sur la commune sont des tassements différentiels.
Le retrait-gonflement des sols argileux est susceptible d'engendrer des dommages importants aux bâtiments en cas d’alternance de périodes de sécheresse et de pluie. 97,2 % de la superficie communale est en aléa moyen ou fort (84,7 % au niveau départemental et 48,5 % au niveau national). Sur les 340 bâtiments dénombrés sur la commune en 2019, 333 sont en aléa moyen ou fort, soit 98 %, à comparer aux 86 % au niveau départemental et 54 % au niveau national. Une cartographie de l'exposition du territoire national au retrait gonflement des sols argileux est disponible sur le site du BRGM,.
Concernant les mouvements de terrains, la commune a été reconnue en état de catastrophe naturelle au titre des dommages causés par la sécheresse en 1989, 1992, 1993, 2009, 2011, 2016, 2018 et 2019 et par des mouvements de terrain en 1999.

## Toponymie
Le nom de Douadic signifie de Hoëdic, île du sud de la Bretagne, voisine des îles de Belle-Île-en-Mer et Houat, dont étaient originaires les fondateurs de la commune. Il donna les patronymes : Douadic, Doidic, Douady et Doidy[réf. nécessaire].
Ses habitants sont appelés les Douadicais.

## Histoire
Entre le 29 janvier et le 8 février 1939, plus de 2 000 réfugiés espagnols fuyant l'effondrement de la République espagnole devant les troupes de Franco, arrivent dans l’Indre. La préfecture de l’Indre les regroupe dans sept centres. Une partie des réfugiés rentrent en Espagne, incités par le gouvernement français qui en facilite les conditions, mais une grande partie préfèrent rester. L’exode de juin 1940 concerne aussi ces réfugiés, qui une fois la campagne de France passée, reviennent dans ces hébergements. 
Le régime de Vichy les rassemble alors dans un camp unique, à Douadic, surveillé par la police. Des Juifs y sont internés avant d'être déportés dans des camps d'extermination.
Le camp de Douadic fut une base de résistance sous l'autorité de son sous-directeur.

## Politique et administration
La commune dépend de l'arrondissement du Blanc, du canton du Blanc, de la première circonscription de l'Indre et de la communauté de communes Brenne - Val de Creuse.
| Période                                  | Période   | Identité         | Étiquette | Qualité             |
| ---------------------------------------- | --------- | ---------------- | --------- | ------------------- |
| mars 2001,                               | mars 2014 | André Gateault   |           | Exploitant agricole |
| mars 2014                                | 2020      | René Bernard     | DVD       | Exploitant agricole |
| 2020                                     | En cours  | Christel Bondoux | LR        | Fonctionnaire       |
| Les données manquantes sont à compléter. |           |                  |           |                     |

## Population et société

### Démographie
L'évolution du nombre d'habitants est connue à travers les recensements de la population effectués dans la commune depuis 1793. Pour les communes de moins de 10 000 habitants, une enquête de recensement portant sur toute la population est réalisée tous les cinq ans, les populations de référence des années intermédiaires étant quant à elles estimées par interpolation ou extrapolation. Pour la commune, le premier recensement exhaustif entrant dans le cadre du nouveau dispositif a été réalisé en 2006.

En 2022, la commune comptait 473 habitants, en évolution de +6,29 % par rapport à 2016 (Indre : −3 %, France hors Mayotte : +2,11 %).
| 1793 | 1800 | 1806 | 1821 | 1831 | 1836 | 1841 | 1846  | 1851  |
| ---- | ---- | ---- | ---- | ---- | ---- | ---- | ----- | ----- |
| 844  | 835  | 744  | 956  | 987  | 977  | 985  | 1 027 | 1 057 |

| 1856  | 1861  | 1866  | 1872  | 1876  | 1881  | 1886  | 1891  | 1896  |
| ----- | ----- | ----- | ----- | ----- | ----- | ----- | ----- | ----- |
| 1 140 | 1 110 | 1 143 | 1 106 | 1 068 | 1 090 | 1 161 | 1 110 | 1 109 |

| 1901  | 1906  | 1911  | 1921 | 1926 | 1931 | 1936 | 1946 | 1954 |
| ----- | ----- | ----- | ---- | ---- | ---- | ---- | ---- | ---- |
| 1 105 | 1 084 | 1 088 | 961  | 907  | 885  | 862  | 822  | 752  |

| 1962 | 1968 | 1975 | 1982 | 1990 | 1999 | 2006 | 2011 | 2016 |
| ---- | ---- | ---- | ---- | ---- | ---- | ---- | ---- | ---- |
| 753  | 675  | 566  | 518  | 486  | 440  | 421  | 475  | 445  |

| 2021 | 2022 | - | - | - | - | - | - | - |
| ---- | ---- | - | - | - | - | - | - | - |
| 462  | 473  | - | - | - | - | - | - | - |

### Enseignement
La commune dépend de la circonscription académique du Blanc.

### Médias
La commune est couverte par les médias suivants : La Nouvelle République du Centre-Ouest, Le Berry républicain, L'Écho - La Marseillaise, La Bouinotte, Le Petit Berrichon, France 3 Centre-Val de Loire, Berry Issoudun Première, Vibration, Forum, France Bleu Berry et RCF en Berry.

## Économie
La commune se situe dans l’aire urbaine du Blanc, dans la zone d’emploi du Blanc et dans le bassin de vie du Blanc.
La commune se trouve dans l'aire géographique et dans la zone de production du lait, de fabrication et d'affinage du fromage Pouligny-saint-pierre.

## Culture locale et patrimoine

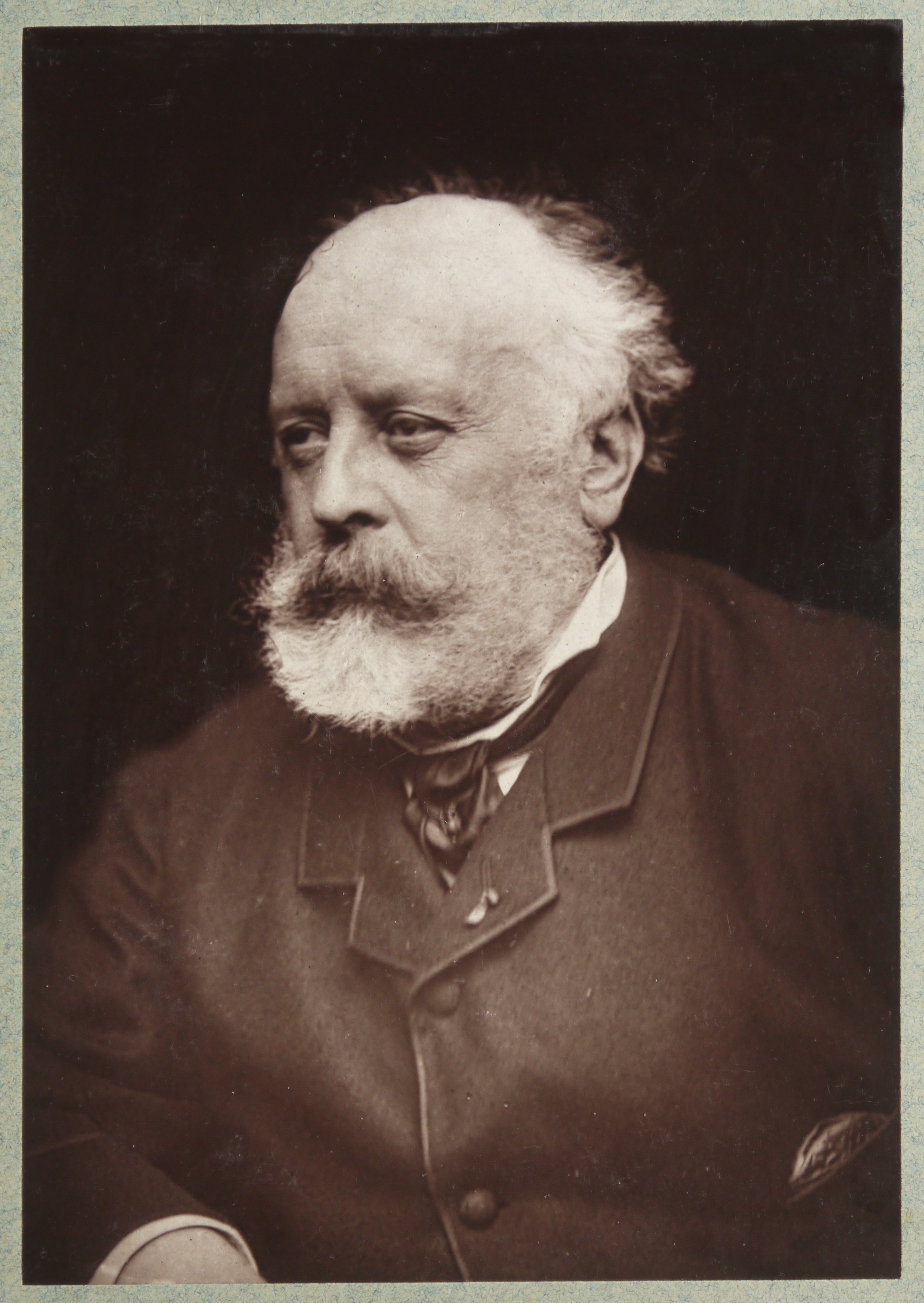
Évariste-Vital Luminais en 1885.

### Lieux et monuments
- Château de Salvert (XVe siècle)
- Église Saint-Ambroix
- Monument aux morts
- Stèle commémorative de la Seconde Guerre mondiale
- Gouffre de Merlangeon, au sud du hameau de Brillebault, d'un développment de 130 m.

### Personnalités liées à la commune
- Évariste-Vital Luminais (1821-1896), peintre français, a établi son atelier d'été sur la commune.

### Héraldique, logotype et devise
| Blason de Douadic | Blason  | D'azur à deux poissons d'argent posés et rangés en fasce, soutenus d'une moucheture d'hermine d'or; au chef de gueules chargé de trois abeilles d'or. |
| Blason de Douadic | Détails | Le statut officiel du blason reste à déterminer. |